# SiM
I SiM (シム?), acronimo di Silence iz Mine, sono un gruppo musicale giapponese formatosi a Shonan, nella prefettura di Kanagawa, nel 2004. Il genere della band è un misto di reggae, metalcore e punk.
Saliti alla ribalta della scena metal giapponese con il loro secondo album Seeds of Hope, hanno raggiunto la seconda posizione nella classifica settimanale degli album più venduti in Giappone con il quinto album Thank God, There are Hundreds of Ways to Kill Enemies. Grazie al singolo The Rumbling, tema di apertura della seconda parte della stagione finale dell'anime L'attacco dei giganti, nel 2022 hanno debuttato anche nelle principali classifiche di vendita statunitensi Billboard. 

## Formazione
- Mah (マー?) – voce
- Show-Hate (ショウヘイト?) – chitarra
- Sin (シン?) – basso
- Godri (ゴリ?) – batteria

## Discografia

### Album in studio
- 2008 – Silence iz Mine
- 2011 – Seeds of Hope
- 2013 – Pandora
- 2016 – The Beautiful People
- 2020 – Thank God, There are Hundreds of Ways to Kill Enemies
- 2023 – Playdead

### EP
- 2010 – Living in Pain
- 2012 – Life and Death
- 2014 – I Against I
- 2022 – Beware

### Singoli
- 2007 – Paint Sky Blue
- 2009 – Murderer
- 2010 – Anthem
- 2013 – Evils
- 2014 – Existence
- 2015 – Angels and Devils
- 2015 – Crows
- 2016 – No Future
- 2016 – Get It Out (SiM vs Crossfaith)
- 2017 - A/The Sound of Breath
- 2018 – Diamond
- 2019 – Sand Castle (feat. AkkoGorilla)
- 2020 – Bully
- 2020 – Devil in Your Heart
- 2020 – Baseball Bat
- 2020 – Captain Hook
- 2022 – The Rumbling
- 2022 – Under the Tree